# أيليوت بينيت
أيليوت بينيت (بالإنجليزية: Elliott Bennett) (18 ديسمبر 1988 في المملكة المتحدة - ) هو لاعب كرة قدم بريطاني في مركز جناح ‏. لعب مع برايتون أند هوف ألبيون وبلاكبيرن روفرز ونادي بريستول سيتي ونادي بوري ونورويتش سيتي ووولفرهامبتون واندررز ونادي كرو ألكساندرا.

## وصلات خارجية
- أيليوت بينيت على موقع قاعدة بيانات كرة القدم.إي يو (الإنجليزية)
- أيليوت بينيت على موقع Soccerbase.com (لاعب) (الإنجليزية)
- أيليوت بينيت على موقع Soccerway.com (الإنجليزية)
- أيليوت بينيت على موقع عالم كرة القدم.نت (الإنجليزية)
- أيليوت بينيت على موقع AS.com (الإسبانية)